# حكومة ناظم القدسي الثانية
الحكومة السورية التي تشكلت في 8 سبتمبر 1950، هي الحكومة الرابعة والأربعين في تاريخ سوريا الحديث، والتاسعة والعشرين في عهد الجمهورية السورية الأولى والثالثة في ولاية هاشم الأتاسي الثانية، والثانية التي يشكلها ناظم القدسي. شكلت في مرحلة انقلاب أديب الشيشكلي الأول، واستقالت نتيجة الخلافات بين حزب الشعب وقادة الجيش بعد سبعة أشهر من تشكيلها.

## تشكيلة الحكومة
| الوزير       | الوزارة                     |
| ------------ | --------------------------- |
| ناظم القدسي  | رئيس الوزراء، وزير الخارجية |
| شاكر الأص    | وزير المالية                |
| هاني السباعي | وزير التعليم                |
| فوزي السلو   | وزير الدفاع                 |
| حسن الحكيم   | وزير دولة                   |
| زكي الخطيب   | وزير العدل                  |
| أحمد قنبر    | وزير الأشغال العامة         |
| جورج شلهوب   | وزير الصحة                  |
| فرحان جندلي  | وزير الاقتصاد الوطني        |
| رشاد برمدا   | وزير الداخلية               |
| علي بوظو     | وزير الزراعة                |

| الترتيب | المنصب               | الصورة | شاغل المنصب   | الحزب | الحزب | في المنصب من  | في المنصب حتى | ملاحظات |
| ------- | -------------------- | ------ | ------------- | ----- | ----- | ------------- | ------------- | ------- |
| –       | رئيس الوزراء         |        | ناظم القدسي   |       |       | 4 حزيران 1950 | 8 أيلول 1950  |         |
|         | الخارجية             |        | ناظم القدسي   |       |       |               |               |         |
|         | العدلية              |        | زكي الخطيب    |       |       |               |               |         |
|         | المالية              |        | حسن جبارة     |       |       |               |               |         |
|         | الاقتصاد الوطني      |        | شاكر العاص    |       |       |               |               |         |
|         | الزراعة              |        | شاكر العاص    |       |       |               |               |         |
|         | الأشغال العامة       |        | جورج شلهوب    |       |       |               |               |         |
|         | المعارف              |        | فرحان الجندلي |       |       |               |               |         |
|         | الصحة والإسعاف العام |        | فرحان الجندلي |       |       |               |               |         |
|         | الدفاع الوطني        |        | فوزي سلو      |       |       |               |               |         |
|         | الداخلية             |        | رشاد برمدا    |       |       |               |               |         |

## الملاحظات
1. ↑  فراغ الحقل لا يعني بالضرورة أن شاغل المنصب مستقل سياسياً أو غير حزبي، ولكن بسبب عدم توفر المعلومات أو المصادر.